# Chip (Website)
Chip (Eigenschreibung: CHIP) ist eines der reichweitenstärksten Technik- und Verbraucherportale im deutschsprachigen Internet. Die Seite ging am 15. Februar 1996 als Onlineversion des deutschen PC-Magazins Chip ans Netz. Im Januar 2023 erreichte Chip.de laut IVW 76 Millionen Visits und 107 Millionen Seitenaufrufe, mit über 23 Millionen eindeutigen Besuchern wird es auf Platz 6 der bei der AGMA (Stand: Januar 2023) gelisteten deutschen Websites geführt.

## Inhalte
Auf Chip.de finden sich vor allem kostenlos abrufbare Testberichte zu IT-, Telekommunikations- und Consumer-Technikprodukten, sowie Verbraucherberatung und Videos rund um diese Produkte. Unter praxistipps.chip.de bietet die Webseite zudem eine Sammlung von Tipps und Ratgebern zu Technik-Produkten, Software oder Geräten und Tätigkeiten des täglichen Bedarfs. Ein weiterer Schwerpunkt ist der Downloadbereich mit einer großen Anzahl redaktionell geprüfter Free- und Shareware-Downloads. Zudem bietet Chip unter dem Markennamen Bestcheck einen unabhängigen Preisvergleichsdienst an.
Seit 2018 vollzieht Chip.de einen Wandel zum Verbraucherportal und behandelt neben den klassischen Technik-Themen auch Themen, die den Verbraucher in Deutschland ansprechen sollen. Darunter etwa News und Artikel rund um Neuerungen bei Aldi, Lidl und anderen Handelsketten. Die Verbraucher-Inhalte werden seit September 2019 unter der Marke Chip 365 – Das Verbraucherportal für jeden Tag gebündelt.
Auf seinem TikTok-Kanal betreibt Chip außerdem ein Video-Angebot mit Praxistipps, Hacks und Tests im Video-Clip-Stil, das sich an jüngere Nutzer richtet.

## Historie
Chip.de wurde mit eigenständiger Redaktion ab 2002 von der Chip Digital GmbH betrieben, die im Oktober 2007 von Hubert Burda Media übernommen wurde. 2009 wurde das Handy-Portal Xonio in das Angebot von Chip.de integriert. Im Oktober 2013 erfolgte die Umfirmierung der Chip Xonio Online GmbH in Chip Digital GmbH.
Die Chip Digital GmbH wurde im Jahr 2021 mit verschiedenen anderen Digital-Unternehmen und -Marken der Hubert Burda Media, darunter Focus Online, Bunte.de, TVSpielfilm.de und Fit for Fun.de, in die BurdaForward GmbH verschmolzen.
Chip hat lange Zeit eines der größten und ältesten deutschen IT-Foren betrieben. Dieses wurde jedoch am 17. Januar 2022 geschlossen. Die bis zu diesem Zeitpunkt eingestellten Beiträge sind jedoch weiterhin abrufbar.

## Redaktionelle Arbeitsweise
Die redaktionelle Verantwortung für die Inhalte auf Chip.de trägt Chefredakteur Niels Held. Das Print-Magazin verantwortet Chefredakteur Josef Reitberger, die Redaktionsleitung beim Magazin hat Andreas Hentschel. Testchef der Chip ist Wolfgang Pauler.
Statt redaktioneller Ressorts arbeiten in der BurdaForward GmbH Teams nach dem Jobs-to-be-done-Prinzip von Harvard-Business-School-Professor Clayton Christensen. Diese "Job Teams" erstellen als Unternehmer-Teams sämtliche Inhalte für alle Marken der BurdaForward GmbH und entwickeln selbstständig zu den Marken passende redaktionelle, Beratungs- und Vermarktungs-Produkte.
Als Plattform-Unternehmen setzt BurdaForward auf seinen Portalen wie Chip.de verstärkt Inhalte externer redaktioneller Partner ein, die über das hauseigene Partnernetzwerk Conunity angebunden sind. Die Beiträge sind dann mit dem Logo des jeweiligen Partners gekennzeichnet. Das Unternehmen BurdaForward GmbH mit Sitz in München beschäftigt rund 800 Mitarbeiter.

## Kritik
Kritisch gesehen wird der Chip-Installer, der bei Software-Downloads auf Chip.de standardmäßig angeboten wird. Erst wenn der Nutzer dieses Programm mit Administratorrechten ausführt, werden die eigentlichen Programmdateien über dieses Download-Programm heruntergeladen und installiert. Dieses Vorgehen ist für den Nutzer nicht nur umständlicher als ein manueller Download, es werden ihm auch potentiell unerwünschte Programme (PUP) angeboten. Früher wurden diese teilweise automatisch mitinstalliert. Inzwischen muss der Nutzer die Installation der PUP ausdrücklich aktivieren.
Darüber hinaus birgt die Ausführung des Chip-Installers mit Administratorrechten Sicherheitsrisiken, Vorteile für den Nutzer entstehen dagegen keine. Der Chip-Installer wird auch von verschiedenen Antivirenprogrammen als PUP (Potentiell Unerwünschtes Programm) erkannt. Zu jedem Download bietet Chip.de auch einen direkten Link zur manuellen Installation ohne Chip-Installer an.
Chip.de wurde außerdem dafür kritisiert, unter dem Namen „Chip-Support-Hotline“ eine Kooperation mit AnyTech365 betrieben zu haben. Bei der Hotline von AnyTech365 handelt es sich nicht um ein seriöses Beratungs- bzw. Supportangebot, sondern um eine Kostenfalle, bei welcher den Anrufenden irreführende Angaben zum Zustand ihrer Computer gemacht werden, um sie dazu zu verleiten, ein so genanntes Support-Abo abzuschließen. Nach verschiedenen kritischen Nachfragen im Chip-Forum, von welchen manche auch durch die Moderation gelöscht wurden, gab chip.de am 25. August 2021 bekannt, die Werbung des Anbieters AnyTech (welche für die Besucher gar nie als Werbung zu erkennen war) „bis auf weiteres zu entfernen“. Mehr als einen Monat später war die Chip.de-Seite, welche das entsprechende Angebot enthielt, allerdings nach wie vor online erreichbar. Inzwischen sind sämtliche Angebote von AnyTech365 von Chip.de entfernt worden.